# حبارى آسيوي
الحُبَارَى الآسِيَوِيّ او الحبارى الشرقية (الاسم العلمي: Chlamydotis macqueenii) هو نوع من فصيلة حباريات.